# Métodos de Taguchi
Los métodos de Taguchi son un conjunto de técnicas y enfoques desarrollados por el ingeniero y estadístico japonés Genichi Taguchi para mejorar la calidad y la confiabilidad de los productos y procesos. Estos métodos se basan en principios estadísticos y de diseño de experimentos, pero con un enfoque particular en la reducción de la variabilidad y la optimización de la robustez frente a factores incontrolables (ruido).

### Diseño de Experimentos (DOE) de Taguchi
El diseño de experimentos de Taguchi es una técnica estadística utilizada para estudiar cómo las diferentes variables (factores) afectan a un proceso o producto. Taguchi desarrolló diseños de experimentos eficientes que permiten realizar pruebas con una cantidad mínima de experimentos. Esto se logra mediante la selección de combinaciones óptimas de los factores, utilizando matrices ortogonales.

#### Características clave del diseño de experimentos de Taguchi:
- Matrices Ortogonales: Estas matrices permiten realizar pruebas combinando diferentes factores de forma que se pueda obtener el máximo de información con un número reducido de experimentos. Las matrices ortogonales permiten analizar múltiples factores al mismo tiempo, sin necesidad de realizar todas las combinaciones posibles.
- Factores Controlados y Factores de Ruido: El diseño de experimentos de Taguchi distingue entre factores controlables (aquellos que se pueden modificar intencionalmente, como la temperatura o la velocidad) y factores de ruido (variables incontrolables o que no se pueden controlar, como las fluctuaciones ambientales). El objetivo es encontrar condiciones óptimas para los factores controlables que minimicen el impacto de los factores de ruido.
- Objetivo: El objetivo del diseño es identificar la combinación de factores que minimicen la variabilidad y maximicen el rendimiento o calidad del producto.

#### Ejemplo:
Si un fabricante de piezas de automóviles quiere mejorar la resistencia de una pieza bajo condiciones cambiantes de temperatura, humedad y presión, utilizaría un diseño de experimentos de Taguchi para determinar la mejor configuración de proceso, considerando las variaciones externas (factores de ruido).

### La Función de Pérdida de Taguchi
La función de pérdida es uno de los conceptos más famosos de Taguchi. Esta función expresa cómo la calidad de un producto o proceso se ve afectada por la variabilidad en su desempeño. A diferencia de los enfoques tradicionales de calidad, que se centran solo en la eliminación de defectos, la función de pérdida de Taguchi se basa en la idea de que incluso pequeñas desviaciones de las especificaciones causan una pérdida económica para el fabricante y una pérdida de satisfacción para el cliente.

#### Características de la función de pérdida:
- Loss Function: Taguchi introdujo una función matemática para medir la pérdida económica generada cuando las características del producto se desvían de su valor óptimo.
  - Si el producto se desvía hacia el lado inferior o superior de la especificación, hay una pérdida para el cliente.
  - La pérdida no solo se mide en términos de defectos, sino también de variabilidad.
- Minimización de la Pérdida: Taguchi propuso que la mejor forma de mejorar la calidad es reducir la variabilidad en lugar de simplemente ajustar las tolerancias de producción para que los productos estén dentro de un rango aceptable.

### Diseño Robusto (Robust Design)
El diseño robusto es uno de los pilares fundamentales de la filosofía de Taguchi. En lugar de centrarse únicamente en la eliminación de defectos, el diseño robusto se enfoca en hacer que el producto o proceso sea menos sensible a las variaciones externas, tales como fluctuaciones en las materias primas, las condiciones ambientales, y otros factores incontrolables.

#### Características del diseño robusto:
- Optimización de la estabilidad: El objetivo del diseño robusto es crear un proceso que sea capaz de producir productos de alta calidad, independientemente de las fluctuaciones del proceso o de los factores incontrolables.
- Reducción de la variabilidad: A través de la identificación de los factores clave y su interacción, el diseño robusto busca minimizar las variaciones en el rendimiento de los productos sin aumentar los costos.

#### Ejemplo:
En un proceso de fabricación de piezas electrónicas, un diseño robusto garantizaría que las piezas funcionen correctamente incluso si hay variaciones en la temperatura o humedad durante la producción, lo que las haría menos sensibles a esos factores.

### Análisis de Varianza (ANOVA)
Taguchi utilizó análisis de varianza (ANOVA) como una herramienta clave para analizar los resultados de sus experimentos y determinar cómo las variaciones en los factores afectan al rendimiento del producto. El ANOVA permite evaluar el impacto de diferentes factores y sus interacciones en la variabilidad del producto.

#### Características del ANOVA de Taguchi:
- Determinación de la importancia relativa de los factores: Mediante ANOVA, se puede identificar cuáles factores son más significativos en términos de su impacto en el rendimiento del producto y cuáles tienen un efecto mínimo.
- Ajuste del proceso: El ANOVA permite ajustar los niveles de los factores controlables para reducir la variabilidad y mejorar la calidad del proceso.

### Métodos de Optimización de Taguchi
Taguchi también desarrolló métodos de optimización para mejorar la calidad de un proceso, que se enfocan en determinar los niveles óptimos de los factores que afectan la variabilidad y el rendimiento del producto.

#### Métodos de optimización:
- Optimización en función de la media: Se busca ajustar los factores para que el rendimiento promedio de un proceso o producto sea el mejor posible, es decir, en el punto central de la especificación.
- Optimización en función de la variabilidad: Se busca reducir la dispersión o variabilidad en el rendimiento del proceso, lo cual es clave en el diseño robusto.
- Optimización en función de la confiabilidad: A través de experimentos, Taguchi también consideró cómo mejorar la confiabilidad de los productos y procesos.[5]